# Georgi Popov
Georgi Dimitrov Popov-Tumbi (in bulgaro Георги Димитров Попов - Тумби?; Plovdiv, 14 luglio 1944 – Plovdiv, 9 marzo 2024) è stato un calciatore bulgaro, di ruolo attaccante.

## Palmarès

### Club

#### Competizioni nazionali
- Campionato bulgaro: 1

Botev Plovdiv: 1966-1967
- Coppa di Bulgaria: 1

Botev Plovdiv: 1962

#### Competizioni internazionali
- Coppa dei Balcani per club: 1

Botev Plovdiv: 1972